# Gary Habermas
Gary Robert Habermas (ur. 1950) – amerykański filozof i teolog-apologeta, ewangelikał, znany z badań nad zmartwychwstaniem Jezusa. 

## Publikacje
Niektóre z jego prac:
- Resurrected? : An Atheist and Theist Dialogue, 2005
- wraz z Michael R. Licona The Case for the Resurrection of Jesus, Kregel, 2004
- wraz z Moreland, J.P. Beyond Death: Exploring the Evidence for Immortality, 2004
- The Risen Jesus & Future Hope, 2003
- The Historical Jesus: Ancient Evidence for the Life of Christ (College Press: Joplin, MI 1996).
- Ancient Evidence for the Life of Jesus: Historical Records of His Death and Resurrection
- Dealing With Doubt
- The Thomas Factor: Using Your Doubts to Draw Closer to God
- Gary R. Habermas and Antony G. N. Flew, Did Jesus Rise from the Dead? The Resurrection Debate, ed. Terry L. Miethe (San Francisco: Harper & Row, 1987; Eugene, OR: Wipf and Stock, 2003).